# Iman Meskini
Iman Meskini, född 3 mars 1997, är en norsk skådespelare. Hon spelade rollen som Sana Bakkoush i dramaserien SKAM, som sändes på NRK och innehade seriens huvudroll i den fjärde och sista säsongen. 
I augusti 2017 blev Iman Meskini den första kvinnan iklädd hijab att pryda omslaget på en större tidning i Norge, när hon medverkade i magasinet Costume. Hon medverkade i Skavlan den 7 oktober 2017.
Iman Meskinis mor är från Norge och hennes far från Tunisien. Hon studerade 2016 arabiska och Mellanösternstudier på Universitetet i Oslo. Efter inspelningarna med SKAM som avslutades 2017 påbörjade hon sin värnplikt i Norges luftvärn.